# Тастиозек (Буландинський район)
Тастиозе́к (каз. Тастыөзек) — село у складі Буландинського району Акмолинської області Казахстану. Входить до складу Вознесенського сільського округу.
Населення — 376 осіб (2021; 426 у 2009, 561 у 1999, 515 у 1989).
Національний склад станом на 1989 рік:
- росіяни — 48 %.

До 2007 року село називалося Красний Кордон.